# May e Gabi

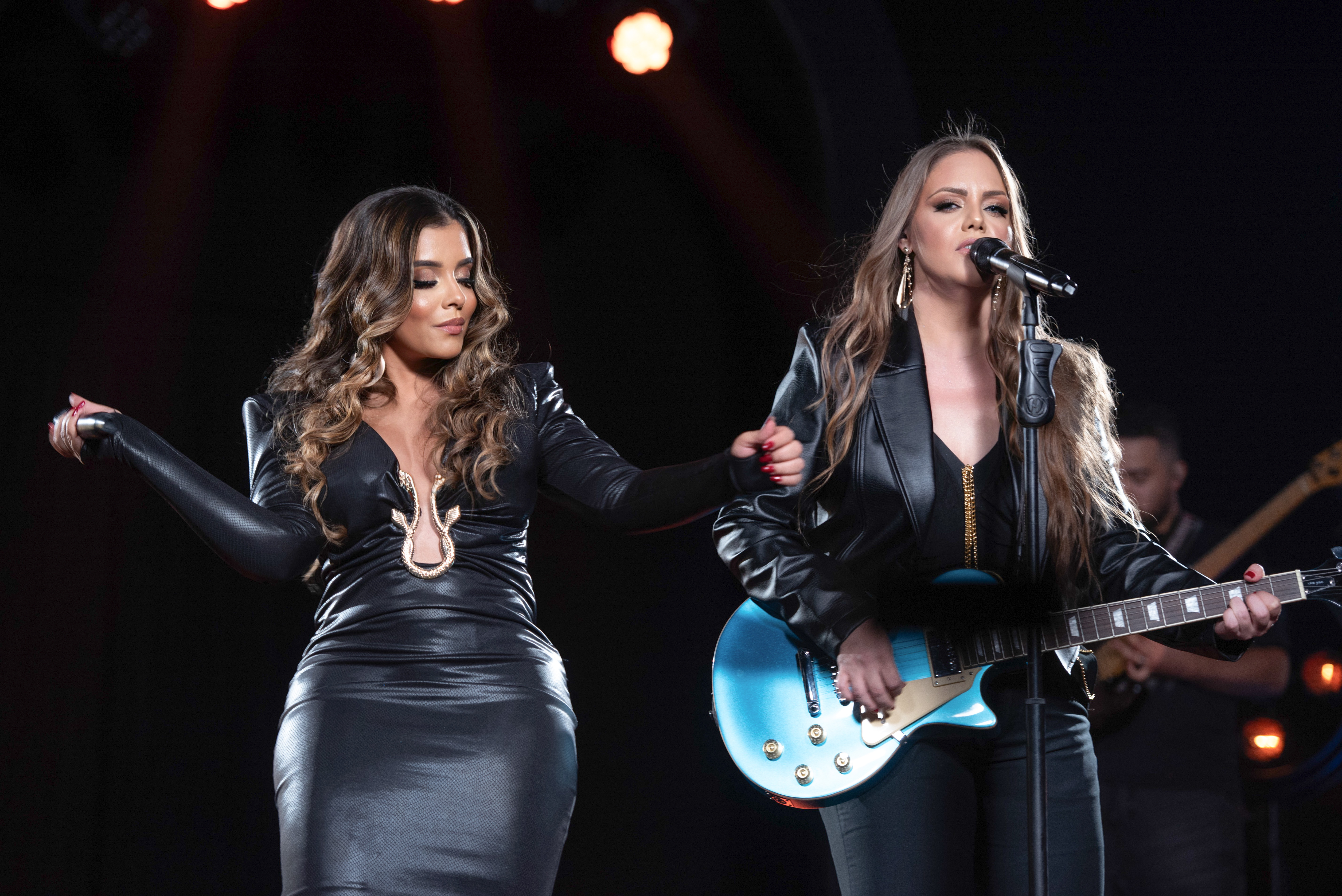
May e Gabi

May & Gabi é uma dupla brasileira de música sertaneja que, sob o slogan "cantamos histórias reais, sobre sentimentos reais, de pessoas reais", é formada pelas cantoras e compositoras Mayara Campos Souza (May) e Gabriela Belli Mora (Gabi). As artistas oficializaram a parceria em setembro de 2022, mas já tinham trajetória musical independente antes da formação da dupla. Desde então, vêm se destacando no cenário da música sertaneja com um trabalho autoral, voltado para narrativas reais e sensíveis, que ressoam especialmente com o público feminino.

## História

### Formação
May nasceu em Guiratinga (MT) e Gabi em Espírito Santo do Pinhal (SP). Ambas cresceram em famílias musicais e iniciaram a carreira artística ainda na infância, cantando em igrejas e corais. Ao longo da juventude, seguiram avançando cada uma em sua carreira, cantando em bandas, eventos sociais, compondo, shows, cerimônias e festivais.
O encontro aconteceu em 2020, quando começaram a colaborar criativamente, de forma online durante a pandemia. A afinidade artística se fortaleceu e, em 2022, oficializaram a formação da dupla May & Gabi. Nesse mesmo período, começaram a compor para seu primeiro live álbum com 10 faixas autorais, que viria a ser gravado em 2023, consolidando o estilo que misturava melodias sensíveis, letras profundas e histórias reais.
O nome da dupla é a junção dos apelidos artísticos das duas cantoras. Desde a estreia, a proposta sempre foi cantar histórias reais de pessoas comuns, com forte apelo emocional e sonoridade moderna. Essa abordagem fez com que fossem apelidadas pelo público como “cantadoras de histórias”.

### Carreira
A dupla lançou diversos singles autorais, entre eles "Diretoria", "De Volta pra Casa", "Vontade da Gente", "Se Eu Acho Um Desse", "Pesadelo", Escolho Eu", "Meu Desejo Implora", Desmascarado (feat. Allana Macedo)" dentre vários outros. Suas músicas abordam temas como recomeços, luto, empoderamento feminino, saudade e amor, principalmente amor próprio,  com arranjos que transitam entre o sertanejo acústico e o contemporâneo, se permitindo explorar outras "paisagens sonoras" trazendo referências de outros estilos musicais.
Em meados de 2024, o single “Vontade da Gente” marcou a expansão nacional da dupla, atingindo milhões de visualizações e entradas em playlists editoriais do Spotify como Geração Sertaneja, onde ficou por 6 meses consecutivos, além de destaque no YouTube e Deezer. A música também contou com trechos em espanhol, demonstrando a versatilidade das artistas.
A canção "De Volta pra Casa" ganhou ainda mais projeção ao ser escolhida como trilha sonora da websérie Sinais, exibida no canal “Deus e Eu Oficial”, com mais de 1 milhão de inscritos.
Em dezembro de 2024, gravaram em Goiânia o DVD ao vivo “Sentimentos Reais – A História Continua”, com oito faixas inéditas e uma faixa extra, contou com as participações especiais de Jennifer Scheffer. e Allana Macedo. A faixa “Pesadelo” rapidamente se destacou nas plataformas digitais, sendo reconhecida por páginas especializadas como Renato Sertanejeiro e Conceito Sertanejo, além de entrar em importantes playlists editoriais nas plataformas de streaming, como a Novidades da Semana do Spotify.
Já a faixa "Banco do Réus", gravada em 2023 no primeiro projeto da dupla, vem ganhando notoriedade em importantes campanhas de combate à violência contra a mulher, sendo escolhida como tema da campanha "Você Merece Um Amor Leve", do Ministério Público do Mato Grosso do Sul

### Reconhecimento
Além do sucesso digital, May & Gabi também foram convidadas a participar de eventos sobre o combate à violência contra a mulher, em Minas Gerais e Mato Grosso do Sul, em razão da força social presente em suas letras. As composições da dupla são frequentemente associadas à representatividade feminina e à validação de sentimentos que muitas mulheres vivem em silêncio.
Com mais de 2 milhões de visualizações no YouTube e uma base crescente de ouvintes nas plataformas de streaming, May & Gabi seguem se consolidando como uma das duplas mais promissoras da nova geração sertaneja.